# Groß Flotow
Groß Flotow is een plaats en voormalige gemeente in de Duitse deelstaat Mecklenburg-Voor-Pommeren en maakt deel uit van de gemeente Penzlin in het district Mecklenburgische Seenplatte.

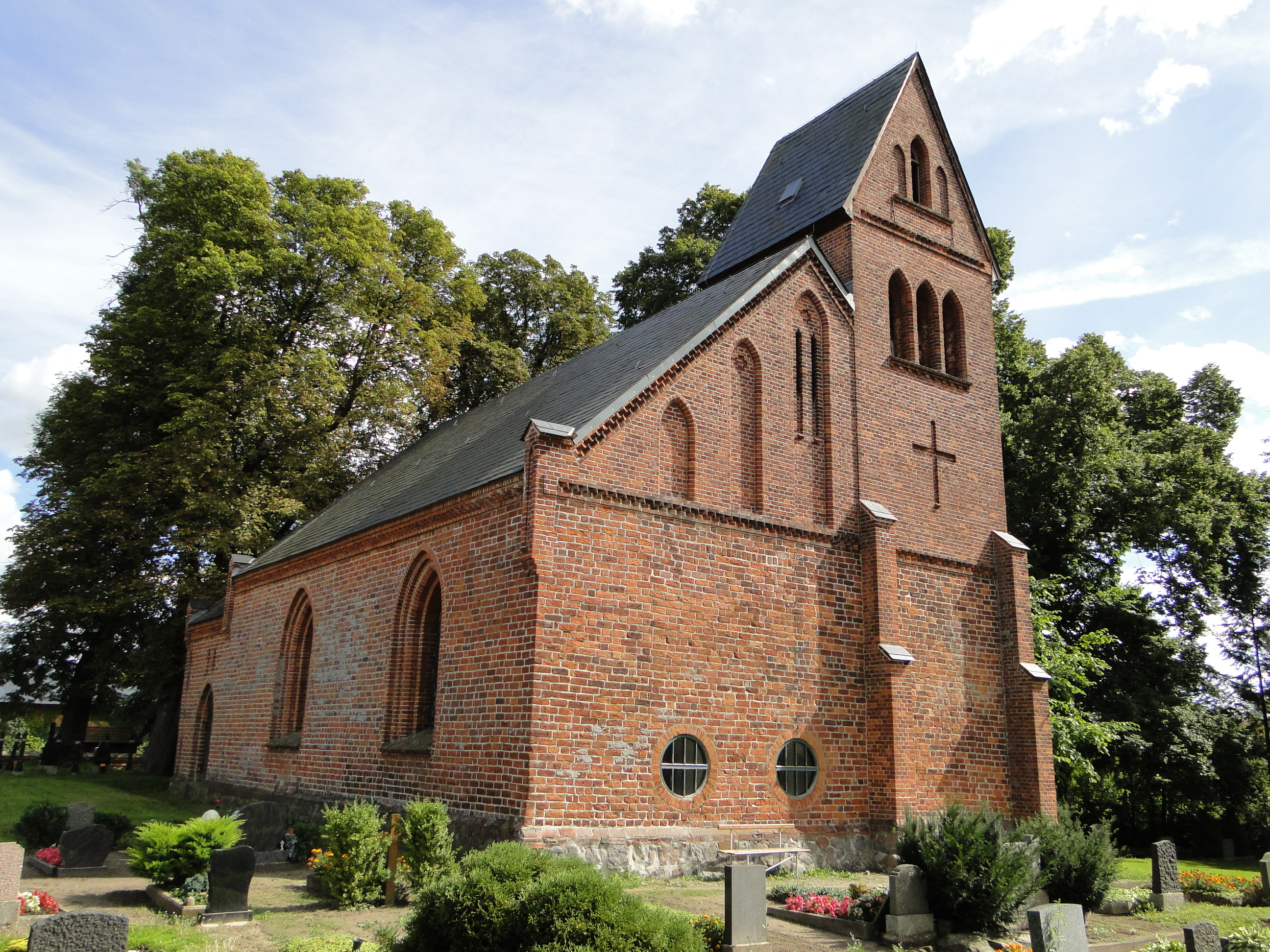
Kerk in Groß Flotow

Groß Flotow telt 158 inwoners.